# Longchamp (Côte-d'Or)
Pour les articles homonymes, voir Longchamp.
Longchamp est une commune française située dans le département de la Côte-d'Or, en région Bourgogne-Franche-Comté.
Ses habitants s'appellent les Longchampois.

## Géographie
Situé à 23 km à l'est de Dijon et 14 km au nord-ouest d'Auxonne, ce village fait partie du canton de Genlis, distant de 5 km du chef-lieu.
Il est traversé par l'Arnison, sous-affluent de la Saône.

### Climat
Pour des articles plus généraux, voir Climat de la Bourgogne-Franche-Comté et Climat de la Côte-d'Or.
En 2010, le climat de la commune est de type climat océanique dégradé des plaines du Centre et du Nord, selon une étude du Centre national de la recherche scientifique s'appuyant sur une série de données couvrant la période 1971-2000. En 2020, Météo-France publie une typologie des climats de la France métropolitaine dans laquelle la commune est dans une zone de transition entre le climat océanique altéré et le climat océanique altéré et est dans la région climatique  Bourgogne, vallée de la Saône, caractérisée par un bon ensoleillement (1 900 h/an), un été chaud (18,5 °C), un air sec au printemps et en été et des vents faibles. 
Pour la période 1971-2000, la température annuelle moyenne est de 10,6 °C, avec une amplitude thermique annuelle de 17,5 °C. Le cumul annuel moyen de précipitations est de 826 mm, avec 11,3 jours de précipitations en janvier et 7,7 jours en juillet. Pour la période 1991-2020, la température moyenne annuelle observée sur la station météorologique de Météo-France la plus proche, « Dijon-Longvic », sur la commune d'Ouges à 16 km à vol d'oiseau, est de 11,4 °C et le cumul annuel moyen de précipitations est de 743,4 mm,. Pour l'avenir, les paramètres climatiques de la commune estimés pour 2050 selon différents scénarios d'émission de gaz à effet de serre sont consultables sur un site dédié publié par Météo-France en novembre 2022.

## Urbanisme

### Typologie
Au 1er janvier 2024, Longchamp est catégorisée bourg rural, selon la nouvelle grille communale de densité à 7 niveaux définie par l'Insee en 2022.
Elle est située hors unité urbaine. Par ailleurs la commune fait partie de l'aire d'attraction de Dijon, dont elle est une commune de la couronne,. Cette aire, qui regroupe 333 communes, est catégorisée dans les aires de 200 000 à moins de 700 000 habitants,.

### Occupation des sols
L'occupation des sols de la commune, telle qu'elle ressort de la base de données européenne d’occupation biophysique des sols Corine Land Cover (CLC), est marquée par l'importance des forêts et milieux semi-naturels (65,4 % en 2018), une proportion identique à celle de 1990 (65,4 %). La répartition détaillée en 2018 est la suivante : forêts (57,8 %), terres arables (25,2 %), milieux à végétation arbustive et/ou herbacée (7,6 %), zones urbanisées (3,5 %), prairies (3,2 %), zones agricoles hétérogènes (2,6 %). L'évolution de l’occupation des sols de la commune et de ses infrastructures peut être observée sur les différentes représentations cartographiques du territoire : la carte de Cassini (XVIIIe siècle), la carte d'état-major (1820-1866) et les cartes ou photos aériennes de l'IGN pour la période actuelle (1950 à aujourd'hui).

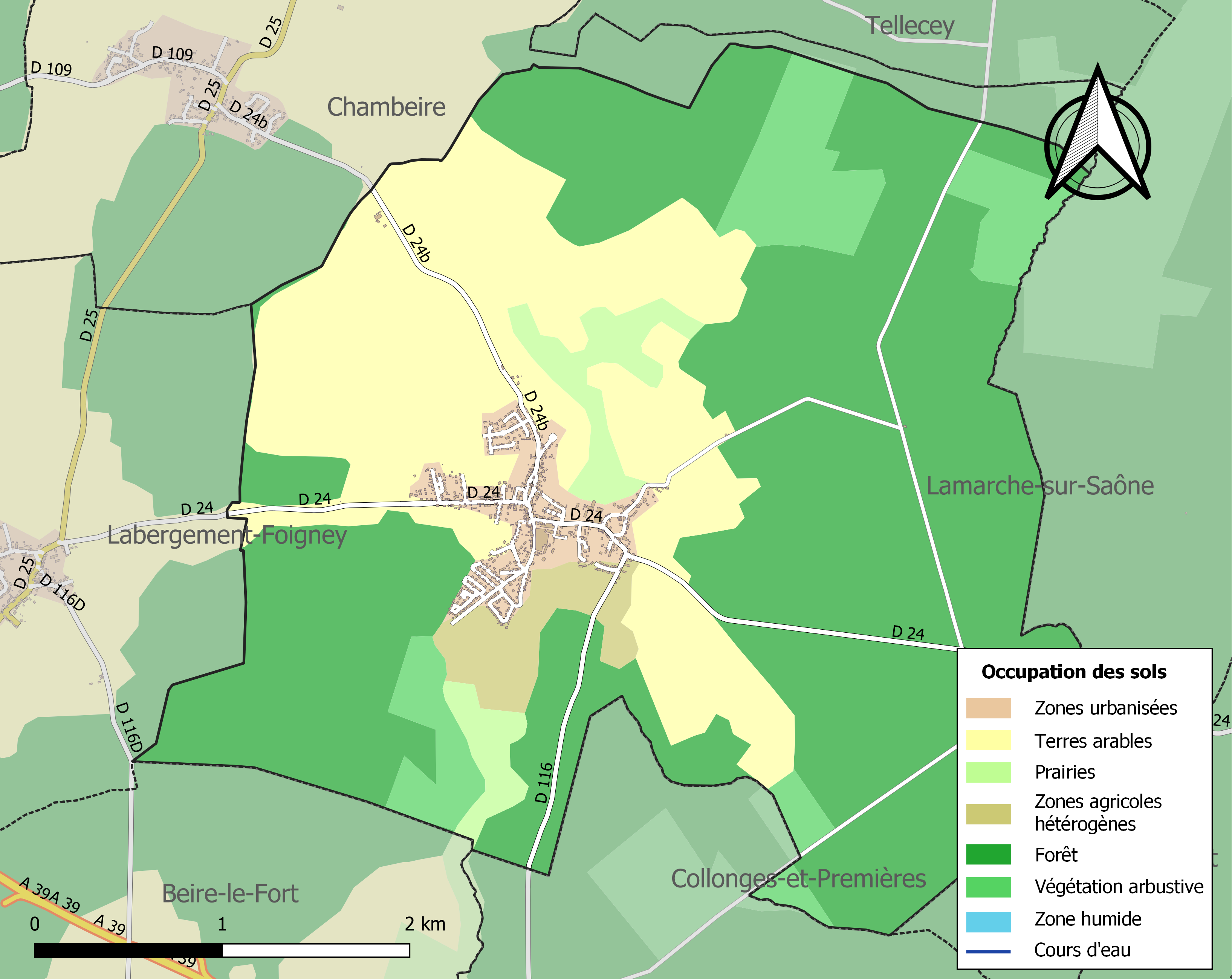
Carte des infrastructures et de l'occupation des sols de la commune en 2018 (CLC).

## Histoire
Dénommé Longus Campus en 538, ce village devient Lonc Champ en 1242 pour se transformer en Lonchant en 1680 et devenir enfin Longchamp en 1783.
Le 7 août 1948, une puissante tornade dévaste la commune, Beire-le-Fort, Longeault et plusieurs autres communes parcourant 10 km sur le canton de Genlis. Forêt déboisée, gros arbres sectionnés ou projetés comme des fétus de paille à une dizaine de mètres, toitures de centaines de maisons et poteaux télégraphiques enlevés, veaux transportés, cheminées arrachées, cloisons soufflées... constituent les principaux dégâts.

## Politique et administration

### Liste des maires
| Période                                  | Période       | Identité                 | Étiquette | Qualité |
| ---------------------------------------- | ------------- | ------------------------ | --------- | ------- |
| avant 1981                               | ?             | Lucien Linotte           | DVG       |         |
| mars 2001                                | mars 2008     | Roland Richard           |           |         |
| mars 2008                                | mars 2014     | Jean-Pierre Koscielinski |           |         |
| mars 2014                                | mars 2020     | Jacques Prost            |           |         |
| mars 2020                                | décembre 2021 | Jean-Marc Frélih         |           |         |
| décembre 1921                            | juin 2024     | Monique Pinget           |           |         |
| 1er juillet 2024                         | En cours      | Roland Goujon            |           |         |
| Les données manquantes sont à compléter. |               |                          |           |         |

## Démographie
L'évolution du nombre d'habitants est connue à travers les recensements de la population effectués dans la commune depuis 1793. Pour les communes de moins de 10 000 habitants, une enquête de recensement portant sur toute la population est réalisée tous les cinq ans, les populations de référence des années intermédiaires étant quant à elles estimées par interpolation ou extrapolation. Pour la commune, le premier recensement exhaustif entrant dans le cadre du nouveau dispositif a été réalisé en 2004.

En 2022, la commune comptait 1 168 habitants, en évolution de −1,18 % par rapport à 2016 (Côte-d'Or : +0,82 %, France hors Mayotte : +2,11 %).
| 1793 | 1800 | 1806 | 1821 | 1831 | 1836 | 1841 | 1846 | 1851 |
| ---- | ---- | ---- | ---- | ---- | ---- | ---- | ---- | ---- |
| 426  | 483  | 489  | 455  | 526  | 547  | 551  | 554  | 576  |

| 1856 | 1861 | 1866 | 1872 | 1876 | 1881 | 1886 | 1891 | 1896 |
| ---- | ---- | ---- | ---- | ---- | ---- | ---- | ---- | ---- |
| 554  | 594  | 594  | 612  | 599  | 641  | 651  | 628  | 623  |

| 1901 | 1906 | 1911 | 1921 | 1926 | 1931 | 1936 | 1946 | 1954 |
| ---- | ---- | ---- | ---- | ---- | ---- | ---- | ---- | ---- |
| 624  | 652  | 645  | 585  | 701  | 683  | 642  | 674  | 800  |

| 1962 | 1968 | 1975 | 1982 | 1990  | 1999 | 2004  | 2006  | 2009  |
| ---- | ---- | ---- | ---- | ----- | ---- | ----- | ----- | ----- |
| 693  | 729  | 719  | 854  | 1 000 | 949  | 1 130 | 1 166 | 1 189 |

| 2014  | 2019  | 2022  | - | - | - | - | - | - |
| ----- | ----- | ----- | - | - | - | - | - | - |
| 1 185 | 1 164 | 1 168 | - | - | - | - | - | - |

## Économie
L'essor économique du village a démarré avec l'installation en 1867 des Poteries de Bourgogne qui deviendront en 1912 La Faïencerie de Longchamp. La faïencerie comptera un peu moins de 300 ouvriers au début des années 1980... L'usine rachetée par Villeroy et Boch il y a quelques années, fut reprise par le directeur en poste et ne comptait plus en 2008 que 19 personnes. Après deux liquidations judiciaires successives elle ferme début 2009.
La manufacture rouvrira ses portes en juin 2018, sous l'impulsion de son repreneur, la production s'oriente désormais vers une porcelaine de très haute qualité avec des décors au design original, avec cependant des reprises d'anciennes collection : www.manufacture-de-longchamp.com.
La Brasserie de Longchamp est installée sur l'ancien site de la faïencerie.
- Lycée professionnel de la céramique.
- Le village compte quatre commerces (bar-tabac, boulangerie, coiffeur et salon de beauté) et six artisans (maçonnerie, carreleur, électricité, paysagiste, pépiniériste, chaudronnerie, tôlerie).
- Bureau de poste.

## Vie locale

### Enseignement
La commune compte deux classes maternelles et quatre classes primaires.

### Personnalités
Arcangelo de Vecchi (1917-2019), peintre et ancien professeur au lycée de la céramique de Longchamp,.

## Jumelages
- Mainz-Laubenheim (Allemagne) depuis 1966.

## Culture locale et patrimoine

### Lieux et monuments
- Abbaye datant de 1671 transformée en château.
- Fontaine classée à l'inventaire des bâtiments de France.
- Église reconstruite en 1841.

## Galerie de photographies

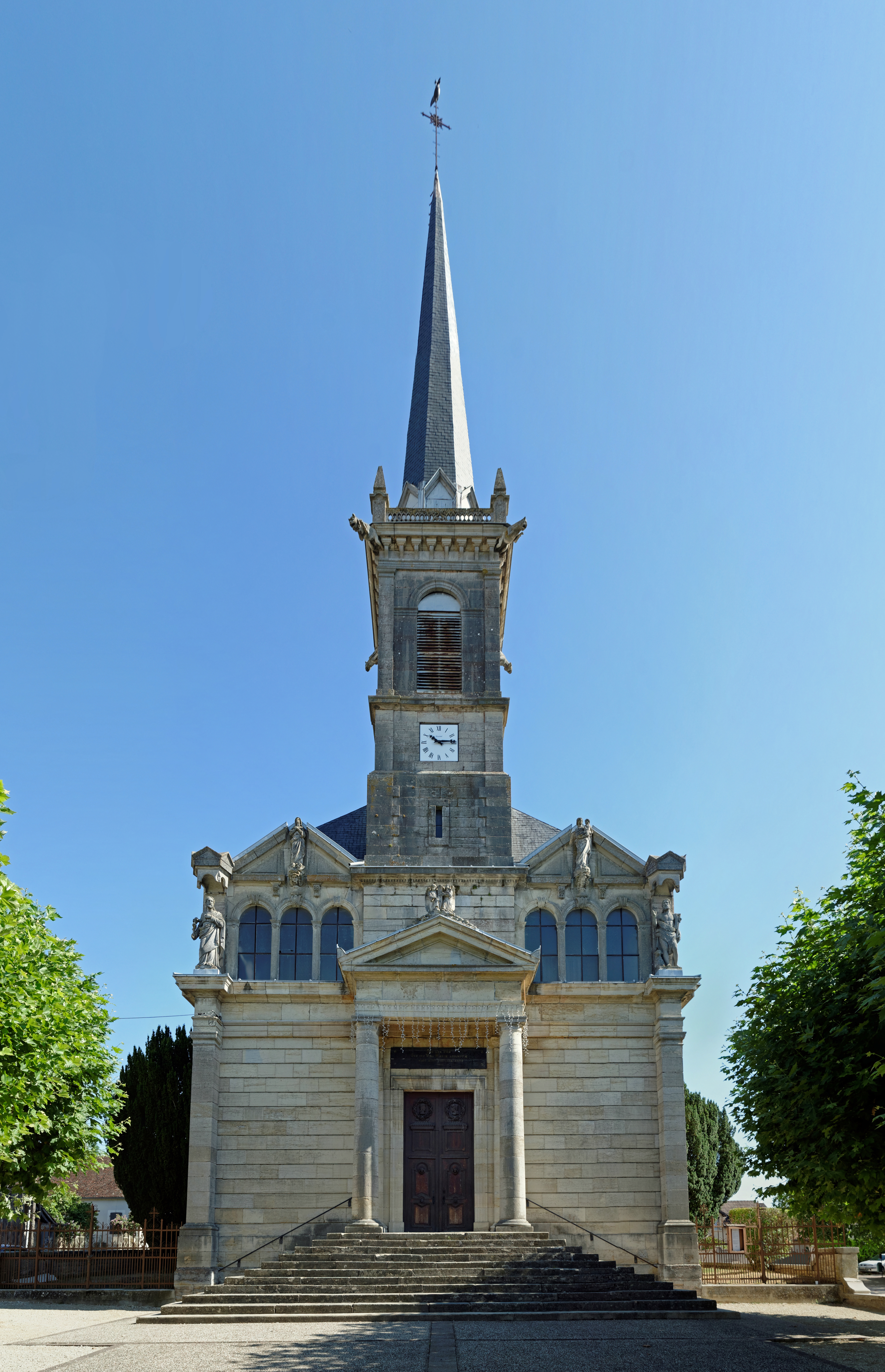
L'église.
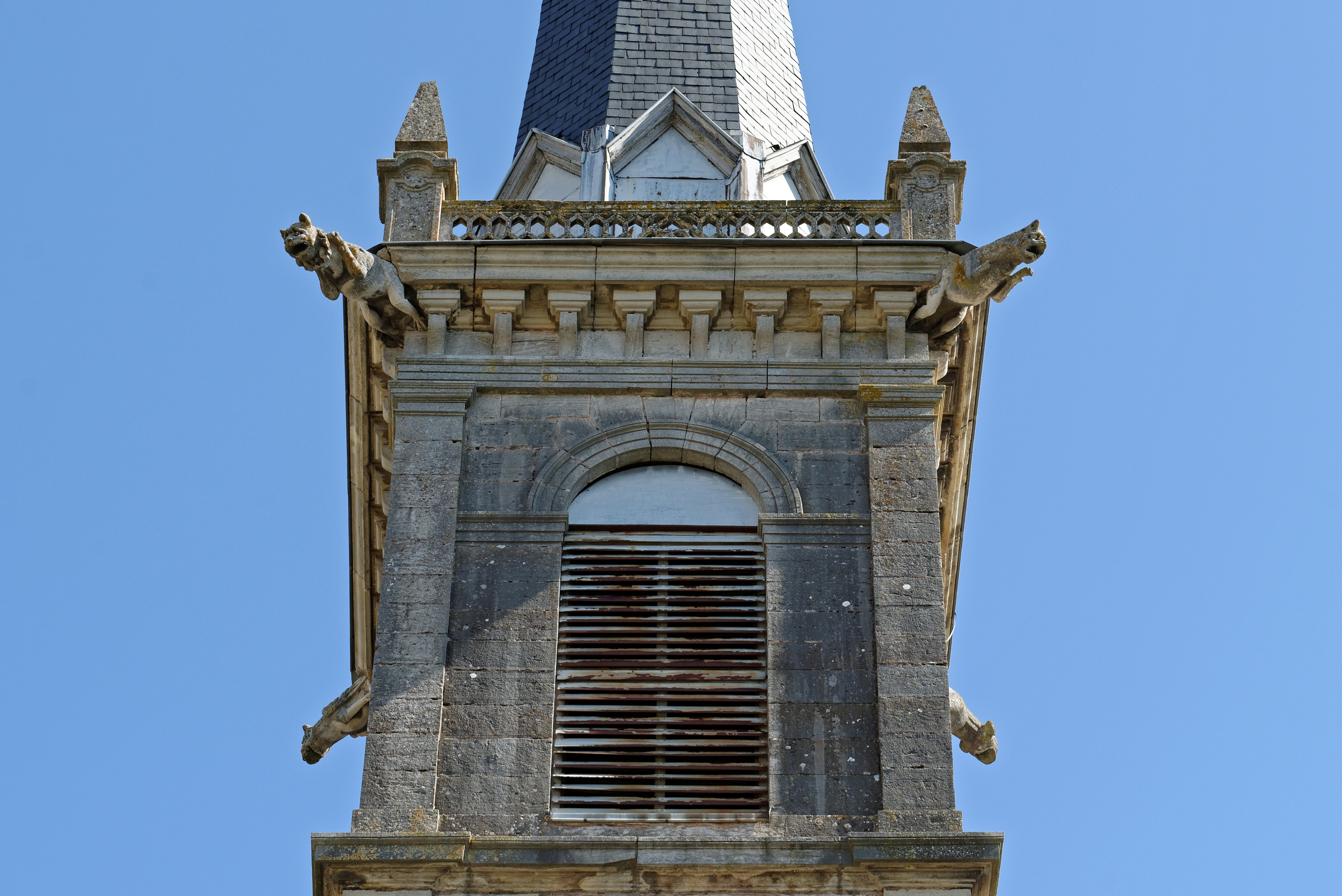
Les gargouilles de l'église.
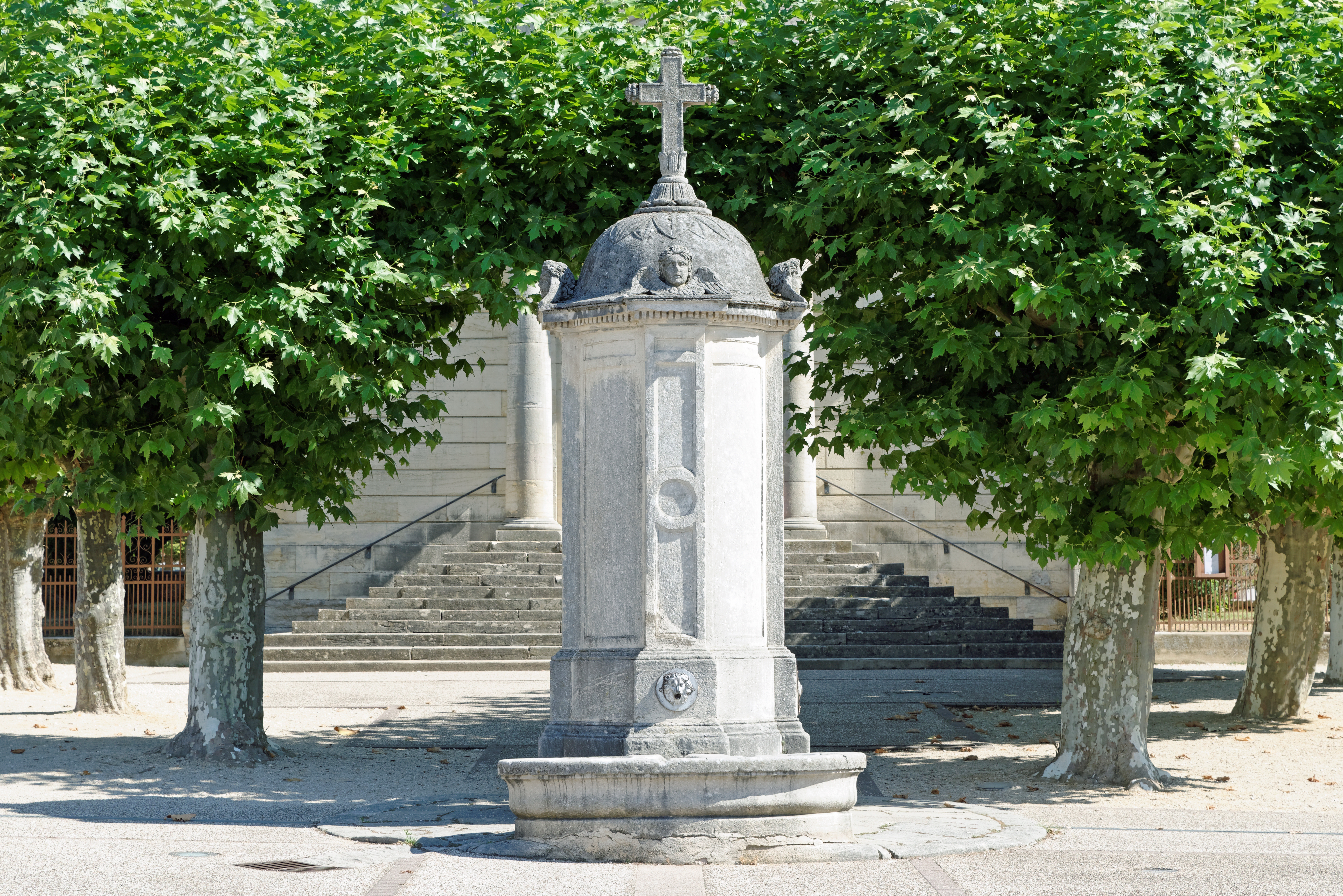
La fontaine.
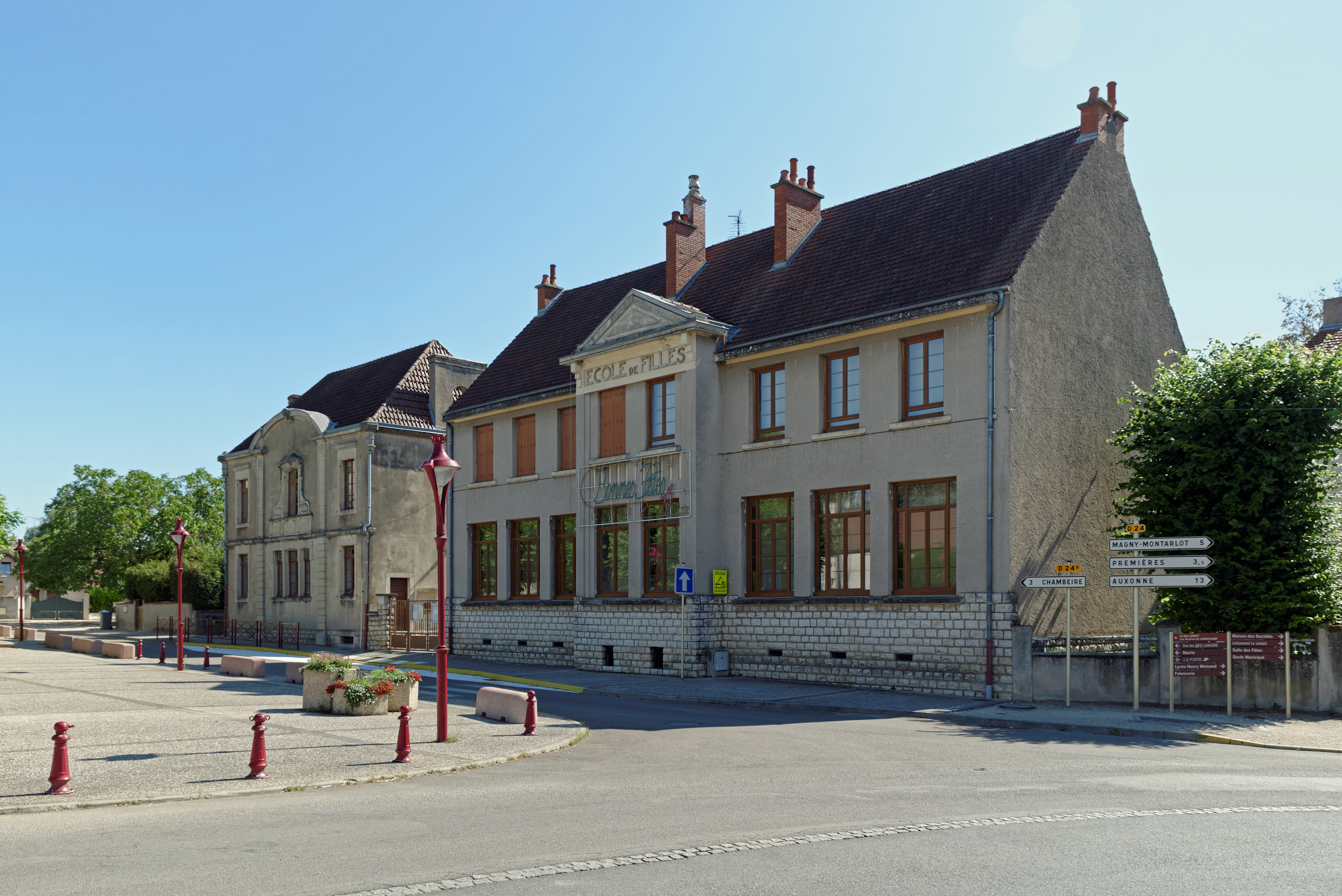
L'école.

### Personnalités liées à la commune
- Edme Antoine Villiers, homme politique né sur la commune en 1758, député de la Côte-d'Or de 1804 à 1815.

### Héraldique
| Blason | Blasonnement : Parti : au 1er d'or au pot ansé d'azur, au 2e d'argent au chêne de sable sur une terrasse de sinople, au chef parti au I d'azur semé de fleurs de lys d'or à la bordure componée d'argent et de gueules, au II bandé d'or et d'azur de six pièces à la bordure de gueules. |